# Waldbronn
Waldbronn è un comune tedesco di 12 221 abitanti, situato nel land del Baden-Württemberg.